# Хоппі
Хоппі (яп. ホッピー) — майже безалкогольний напій (0,8% алкоголю) зі смаком пива, який почав вироблятися та продаватися в Японії компанією Kokuka Beverage в 1948 році; він найбільш поширений у Токіо і часто асоціюється з цим містом. Згодом Kokuka Beverage змінила свою назву на Hoppy Beverage Co., Ltd. Хоппі є зареєстрованою торговою маркою Hoppy Beverage Co., Ltd.

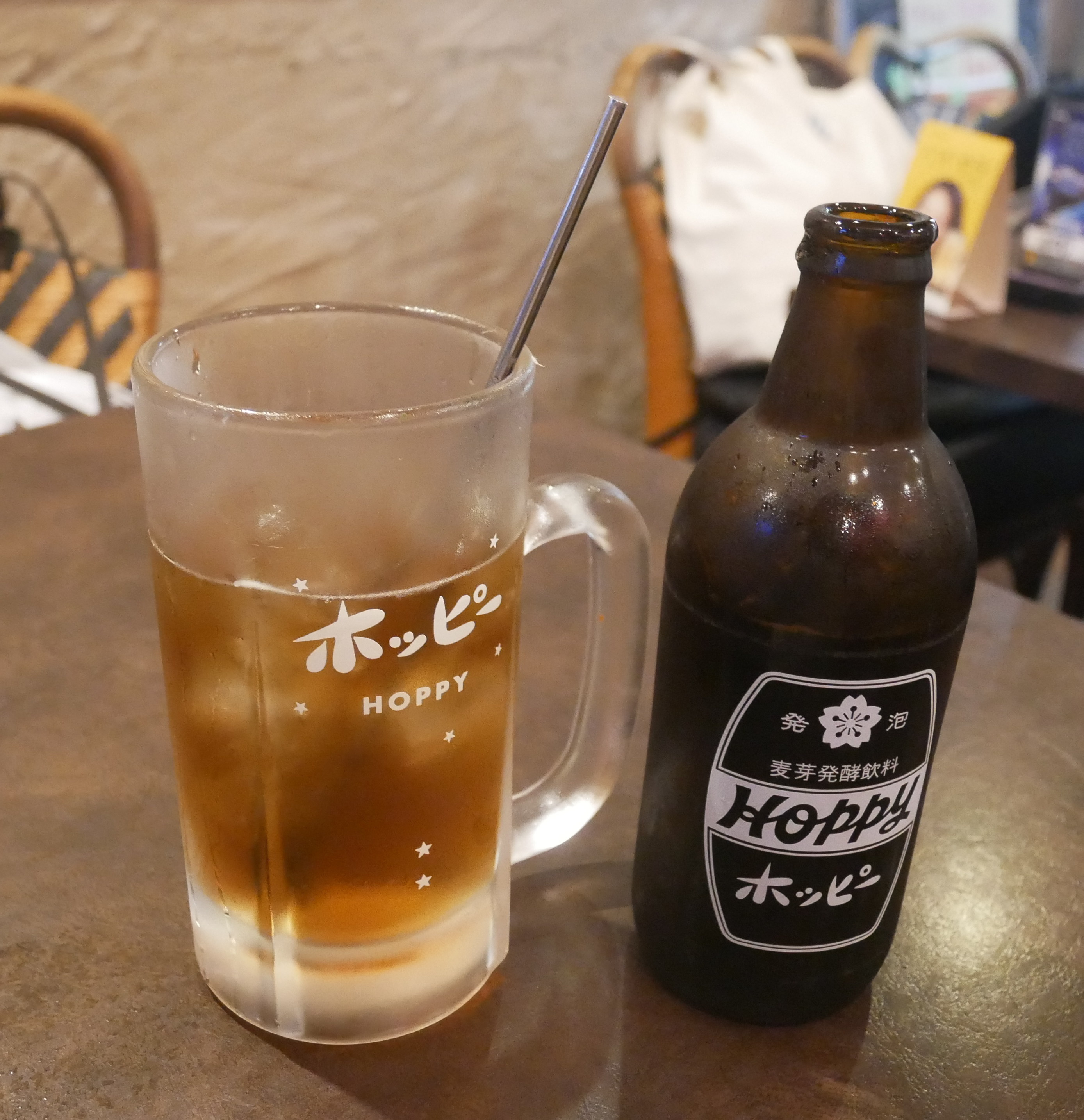
Склянка з хоппі змішаним з шьочю

Незважаючи на пивоподібний смак, хоппі не містить пуринових основ.
На момент свого запуску, хоппі змішаний з шьочю (японський дистильований напій) у співвідношенні 4 до 1, вважався замінником пива, яке було недоступне для простих людей. Цей змішаний напій також називають хоппі. Він все ще є основним продуктом серед деяких жителів Токіо і нещодавно пережив відродження своєї популярності. Це популярний напій в ізакая (паб в японському стилі), особливо в приміських старих районах Токіо вздовж головної лінії Кейсей. 

## Продукти
- Хоппі (Hoppy) — оригінальний продукт.
- Чорний хоппі (Black Hoppy) — гіркувато солодкий на смак з сильнішим ароматом.
- 55 Хоппі (55 Hoppy) — продукт з нагоди 55-річчя хоппі.
- Хоппі 330 (Hoppy 330) — розливається в одноразові пляшки для домашнього споживання.
- Хоппі чорний (Hoppy Black) — те саме, що і Black Hoppy, але для домашнього споживання.

## Рекомендований спосіб споживання
Юридично кажучи, хоппі — це безалкогольний напій; хоча він містить приблизно 0,8% алкоголю. Його часто додають до японського дистильованого напою шьочю. Компанія пропонує детальний спосіб споживання:
1. Шьочю повинен бути коруї шьочю (焼酎甲類), тобто шьочю багаторазової дистиляції, і повинен містити 25% алкоголю.
2. Попередньо хоппі та шьочу слід охолодити в холодильнику, а склянки — у морозильній камері. Компанія називає це  санрей (яп. 三冷, досл. «три охолодження»).
3. П’ять частин хоппі слід додати до однієї частини шьочю. Отриманий напій буде містити близько 5% алкоголю.
4. Шьочу наливається спочатку, а хоппі енергійно додається в шьочю, щоб напій спінився, однак без перемішування.
5. Лід додавати не слід, оскільки це погіршує смак напою.

Коли хоппі замовляють у пабі, склянку або кухоль шьочу приносять разом із пляшкою хоппі. Шьочю буде називатися нака (яп. 中, "всередині"), а хоппі буде називатися сото (яп. 外, "зовні"). Якщо потрібна ще одна пляшка хоппі, клієнт просить "інше сото". Також можна замовити просто "нака", в цьому випадку шьочю буде поданий самостійно. 
Деякі заклади помістять кухоль та шьочю в морозильну камеру і дозволять їм замерзнути перед тим, як подавати їх з хоппі. Хоча зазвичай лід до напою не додають, можна знайти місця, де його подають з льодом.

## Виробництво
Оскільки хоппі ліцензований за застарілою системою оподаткування алкогольних напоїв, це єдиний напій, який можна варити з вмістом алкоголю, що перевищує 1%, без оподаткування як такого. 